# 서생초등학교
서생초등학교는 대한민국 울산광역시 울주군 서생면 신암리에 있는 공립 초등학교다.

## 학교 연혁
- 1923년 4월 1일 서생공립보통학교(4년제) 개교
- 1928년 5월 31일 6년제로 개편
- 1938년 4월 1일 신암공립심상소학교로 개칭[1]
- 1941년 4월 1일 신암공립국민학교로 개칭[2]
- 1964년 10월 12일 교명 변경(서생국민학교)
- 1977년 7월 22일 서생중학교와 교사 교환 이전
- 1979년 3월 1일 병설유치원 개원
- 1996년 3월 1일 서생초등학교로 개칭[3]
- 2004년 3월 1일 특수학급(1학급) 설치
- 2013년 7월 12일 서생 실내관현악단(오케스트라) 창단연주회[4]
- 2014년 7월 1일 서생초 월드뮤직앙상블 창단 공연[5]
- 2019년 9월 1일 제38대 황현주 교장 취임
- 2020년 2월 21일 제94회 졸업식(졸업생 27명, 누계 6,286명)
- 2021년 2월 5일 제95회 졸업식(졸업생 24명, 누계 6,310명)

## 참고 자료
- 서생초등학교 - 한국교육학술정보원 학교알리미